# 키쿄우 (이누야샤)
키쿄는 타카하시 루미코의 만화 이누야샤에 등장하는 가공 인물이다. 한국어 더빙판 애니메이션에서는 금강으로 로컬라이징되었다. 애니메이션 성우는 히다카 노리코(일본판) / 서혜정(한국판)이다.

## 소개
만화 이누야샤의 등장인물로 전국시대에 살았던 무녀이자 이누야샤의 첫사랑 상대이다. 그리고 동시에 히구라시 카고메의 전생(前生)이기도 하다. 
전국시대의 영력(靈力)을 가진 무녀로 활을 잘 쏘는 편이며 이누야샤와는 죽기 전에 처음으로 만났다. 인간이 되고 싶어하는 이누야샤의 요청에 따라 사혼의 구슬을 가지고 기다리던 중 이누야샤가 손톱으로 어깨를 할퀴어서 부상을 입게 되는데, 사실 그 이누야샤는 위장한 나라쿠였다. 이누야샤와 키쿄우 사이를 이간질하기 위해 키쿄우 앞에서 이누야샤로 위장한 것이다. 
그렇게 진짜 이누야샤가 자신에게 부상을 입힌 것으로 오해하여 이누야샤를 활로 쏘며 봉인하게 된다. 원래는 파마의 화살을 쏘아 죽이려고 했으나 이누야샤를 사랑하는 마음으로 인해 무의식적으로 봉인의 화살을 쏘아 죽이지 않고 봉인에 그쳤다. 사혼의 구슬을 품 안에 안고 죽었으며 현대에 들어서 히구라시 카고메라는 중학생 소녀로 환생하게 된다. 그러나 우라스에라는 요괴에 의해 무덤에 안장되었던 시신이 부활하였고 여기에 우라스에가 히구라시 카고메의 혼(魂)을 키쿄우의 시신에 주입시키면서 부활하게 되었다. 
부활하자마자 이누야샤와 만남을 가졌는데 이누야샤가 생전에 자신의 어깨에 부상을 입힌 것에 대한 원한을 품고 있자, 이누야샤는 그런 적이 없다며 부인한다. 그것이 나라쿠의 소행인줄도 모른채 진짜 이누야샤가 자신에게 부상을 입힌 것으로 오해하여 이누야샤를 죽이려고 화살을 당겼으나 이누야샤의 비명에 카고메가 눈을 뜨자 시신에 주입되었던 혼이 빠져나가 카고메에게로 돌아가면서 다시 죽게 되었으나 이후에도 다시 살아나게 되면서 자신의 환생인 카고메와 이누야샤의 일로 졸지에 엮이게 된다.
작품 극 후반부에서 나라쿠에 의해 또 다시 죽음을 맞이하게 되지만 오해로 증오하며 죽어갔던 전과는 달리 사랑하는 이누야샤의 품 안에서 입맞춤하며 아무런 거짓 없이 서로의 사랑을 확인하고 최후를 맞이했다.

## 히구라시 카고메의 전생
그녀는 전국시대의 무녀이자, 현대시대의 여자 중학생인 히구라시 카고메의 전생체이기도 하다. 그녀가 죽고나서 시대가 흘러 전국시대에서 현대시대로 바뀌었고, 무녀 키쿄우에서 평범한 여중생 카고메라는 소녀로 다시 태어나게 되었다. 그러나 우라스에라는 요괴가 죽은 키쿄우를 부활시켜서 그 시신에  카고메의 혼을 주입하면서 반혼술로 부활하게 된다. 졸지에 이누야샤의 일과 전생과 환생간의 일로 카고메와 엮이게 되었다.

## 사망과 부활
그녀는 이누야샤를 화살로 쏴서 봉인시키고 부상을 입으면서 사혼의 구슬을 품에 안으며 죽었다. 그리고 전국시대를 지나 현대시대로 와서 카고메라는 이름을 가진 여자 중학생으로 환생하게 되었다. 
그러나 우라스에라는 요괴가 무덤에 안장되었던 키쿄우의 시신을 파헤쳐서 발굴하고 카고메의 혼을 빼내여서 반혼술로 부활하게 되었고 카고메는 혼이 빠지는 바람에 기절하게 되었는데 키쿄우가 부활을 하였을 때는 아무런 미동도 없이 기절한 상태로 있었다. 우라스에는 키쿄우의 시신에 카고메의 혼을 주입하고 키쿄우를 부활시키는데 기여하지만 키쿄우에 의해 죽게되고 키쿄우는 이누야샤를 만나자마자 이누야샤로 위장하여 자신에게 부상을 입힌 나라쿠의 소행을 진짜 이누야샤가 한 짓이라고 오해하며 이누야샤를 향해 화살을 쏘며 공격한다. 이누야샤는 나라쿠의 소행으로 자신이 이렇게 된 줄도 모르고 당하고 있었다가 이누야샤의 비명을 들었던 카고메가 기절한채로 눈을 뜨면서 키쿄우의 몸에 있던 카고메의 혼이 빠져나가고 이 때 또 한 번 숨통이 끊어진듯 싶으나 도중에 부활하게 되어서 이 때부터 이누야샤 및 카고메와 얽힌 관계로 나가게 되고 구천을 떠돌게 된다.

## 이누야샤의 첫사랑
그녀는 카고메 이전에 전국시대에서 이누야샤를 사랑하였던 연인 사이였으며 이누야샤는 키쿄우를 위해서 스스로 인간이 되겠다고 다짐하며 그녀에 대한 사랑을 표하였다. 그러나 나라쿠의 농락에 의해서 둘의 관계가 금이 가게 되었으며 결국에는 서로가 오해와 원한으로 물들게 되었다. 